# Pavel Roubal
Pavel Roubal (25. července 1948 Klatovy – 18. října 1990 Pelhřimov) byl český disident.
Vystudoval na strojní fakultě ČVUT. V lednu 1977 podepsal Chartu 77. Od roku 1977 do 1978 vázal na půdě rodinného domu v Praze Strašnicích samizdatové knihy rozepisované v rámci brněnské edice Jiřího Müllera. Začátkem července 1978, v souvislosti s návštěvou Leonida Iljiče Brežněva, byla v domě Pavla Roubala provedena domovní prohlídka a zabaveno větší množství knih připravených ke svázání. Pavel Roubal byl vzat do vazby a vyšetřován pro rozšiřování románu Dotazník Jiřího Gruši, který byl rovněž zadržen. Oba disidenti byli po necelých třech měsících z vazby propuštěni. 19. 6. 1979 se Pavel Roubal stal členem Výboru na obranu nespravedlivě stíhaných (VONS), monitoroval soudní přelíčení s politickými vězni a podával zprávy pro „Sdělení VONS“. V lednu a v únoru roku 1980 se v bytě manželů Roubalových v Častrově (okres Pelhřimov) ukrývala Drahuše Šinóglová, celostátně hledaná osoba, odsouzená pro rozmnožování samizdatů. Během domovní prohlídky v tomto bytě se ukryla v nefunkčních akumulačních kamnech a policie ji neodhalila. Pavel Roubal se také věnoval otázce životního prostředí.
Během sametové revoluce 1989 Pavel Roubal organizoval protestní akce na Pelhřimovsku.
S manželkou Věrou Roubalovou (roz. Lomskou), rovněž signatářkou Charty 77, měl čtyři děti Jana Roubala, Pavla Roubala, Petra Roubala a Martu Kolskou (rozenou Roubalovou).
V roce 2009 Václav Havel zařadil ve svém projevu k výročí 17. listopadu Pavla Roubala do seznamu těch, kteří se zasloužili o svobodu.